# مدينة الإبداع
تهدف مدينة الإبداع التي تم إطلاقها من قِبل مجموعة الفجيرة للإعلام، كبديل لمدينة دبي للإعلام إلى جذب مقدمي خدمات البث التلفزيوني والإذاعي الإقليميين والدوليين إلى مدينة الفجيرة في دولة الإمارات العربية المتحدة. بالإضافة إلى ذلك، تهدف المدينة إلى تقديم الخدمات الإبداعية لوسائل الإعلام.
وقد تكلفت المرحلة الأولى من عملية التطوير 50 مليون دولار أمريكي. تتكون المنطقة الحرة من مجمع تبلغ مساحته 200.000 متر مربع يقع على امتداد طريق الفجيرة السريع الذي يتصل بطريق الإمارات المؤدي إلى دبي. ولقد تم إنجاز المرحلة الأولى منها في عام 2007.

وفي عام 2023 أصدر الشيخ حمد بن محمد الشرقي عضو المجلس الأعلى حاكم الفجيرة،مرسوماً يقضي ب:
فصل مدينة الفجيرة للإبداع عن هيئة الفجيرة للثقافة والإعلام لتتمتع المدينة بالشخصية الاعتبارية المستقلة وبالاستقلال المالي والإداري والأهلية الكاملة للقيام بجميع التصرفات القانونية اللازمة لتنفيذ أغراضها
وستتوفر الأنواع التالية من التراخيص في مدينة الفجيرة الإبداعية:
1. نشر
2. إدارة البث
3. خدمات التسويق والإعلام
4. الموسيقى والترفيه
5. الاستشارات
6. البث
7. الإنتاج / ما بعد الإنتاج / التصوير
8. خدمات تكنولوجيا المعلومات

## قطاعات الأعمال في مدينة الإبداع
توفر مدينة الإبداع مجالات متنوعة للعمل مثل:
- إنتاج الأفلام
- الفنون البصرية
- التصميم الجرافيكي
- إنتاج المحتوى على نطاق كبير ومتطور
- توفير ميزة التدريب والتطوير حيث تقدم مدينة الإبداع للمستثمرين دورات تدريبية في مختلف المجالات

## مزايا جذب المستثمرين
تدعم مدينة الإبداع رواد الأعمال والشركات في دولة الإمارات من خلال :
- التكاليف التنافسية
- تسهيل الإجراءات وتسريعها وذلك لاستخدام الأتمتة على العمليات
- الاستشارات الضريبية والقانونية والمالية والإدارية
- المرونة في شروط التأسيس والمتطلبات
- الموقع الاستراتيجي بالقرب من ميناء ومطار الفجيرة
- تضم مدينة الإبداع بنية تحتية حديثة
- دعم الأنشطة الحرةمما يشجع أصحاب الأعمال الحرة والفريلانسر والمبدعين العالميين
- توفر التراخيص المزدوجة للشركات للعمل في المناطق الحرة وفي السوق المحلي بالفجيرة

## وصلات خارجية
- مجموعة الفجيرة للإعلام - الموقع الإلكتروني الرسمي